# Highland Heights (Ohio)
Highland Heights ist eine City in Cuyahoga County im US-Bundesstaat Ohio und ein Vorort von Cleveland. Das U.S. Census Bureau ermittelte bei der Volkszählung 2020 eine Einwohnerzahl von 8719.
Highland Heights ist umgeben von den Gemeinden Willoughby Hills im Norden, Mayfield im Osten, Mayfield Heights im Süden, Lyndhurst im Südwesten und Richmond Heights im Westen.

## Geschichte
Highland Heights war ursprünglich ein Teil des Mayfield Townships, aus dem sich auch drei andere Gemeinden in der Nachbarschaft der Stadt entwickelten. Diese Gemeinden des Mayfield Townships sind neben Highland Heights Gates Mills, Mayfield Heights und Mayfield Village. Highland Heights wurde 1920, als der Speckgürtel um Cleveland besonders stark wuchs, eine eigenständige Gemeinde. Seit 1967 hat Highland Heights den Status einer City.

## Bildung
Für die Schüler von Highland Heights ist der Mayfield City School District zuständig, der die vier Gemeinden des ehemaligen Mayfield Townships umfasst. Der Schulbezirk umfasst folgende Schulen:
- Mayfield High School
- Mayfield Middle
- Millridge Elementary
- Millridge Center
- Lander Elementary
- Center Elementary
- Gates Mills Elementary

## Besonderheiten
Highland Heights möchte die Vorteile einer suburbanen Umgebung am Rande einer Agglomeration wie Cleveland unterstreichen. Dazu gehört, dass alle neuen Siedlungen in der Stadt keine Freileitungen, sondern nur im Boden verlegte Kabel für die Stromversorgung haben dürfen. Attraktive Straßenlaternen sollen am Abend für die nötige Beleuchtung sorgen. In der Stadt gibt es den Stonewater Golf Course, einen 75 Hektar großen 18-Loch-Golfplatz mit 16 Wasserhindernissen, die von 23 Holzstegen überbrückt werden. Hier machte die Nationwide Tour der Profigolfer in den USA in den Jahren 2005 bis 2007 regelmäßig Station. Die Stadt wurde 2007 von der Redaktion von CNN-Money auf Platz 75 der 100 lebenswertesten Orte in den USA gesetzt.